# Anevato
Anevato es un queso griego con denominación de origen  protegida a  nivel europeo. Se produce en la prefectura de Grevená y en la provincia de Voiou (prefectura de Kozani). Se trata de un queso tradicional. Es un queso de leche de oveja o cabra o una mezcla de las dos. Su textura es granulosa, resultando suave su sabor.

## Características
El anevato es un queso crema untable blanco con una textura granulada, similar al requesón. Tiene un sabor refrescante, ligeramente salado y ácido; contiene un máximo de 60% de humedad y al menos un 45% de grasa en la materia seca. El anevato se consume principalmente como queso de mesa o como aderezo del pan.
Las investigaciones microbiológicas realizadas por Anevato a partir de leche cruda de cabra mostraron que las bacterias de la especie Lactococcus lactis dominan en el queso refrigerado hasta un período de 15 días. Más tarde, a los 30 y 60 días, las especies de Lactobacillus ganan la partida

## Fabricación
Hasta finales del siglo XX, el Anevato se elaboraba exclusivamente a mano con leche de oveja, leche de cabra o una mezcla de amba Era elaborado tradicionalmente por pastores con grandes rebaños de ovejas y cabras en las montañas del distrito regional de Grevena y el municipio de Voio en el distrito regional de Kozani en la región occidental de Macedonia del norte de Grecia. Para ello, agregaron cuajo a la leche cruda que se ordeñaba por la mañana antes de llevar a los animales a sus pastos. Durante el día, la masa de queso cuajado se elevaba sobre el suero, de ahí el nombre de Anevato (queso ascendido). Después de regresar por la tarde, el queso se desnataba y se dejaba escurrir. Una vez a la semana, los pastores regresaban a sus aldeas para ver a sus familias y vender el queso.
Anevato (Ανεβατό) es una denominación de origen protegida (DOP) desde 1996. 
Siguiendo el proceso de producción tradicional, la leche cruda se deja reposar durante doce horas en pequeñas queseras a una temperatura de entre 18 y 20 °C para su acidificación natural por el Lactococcus lactis. La adición de cuajo es opcional. La masa de queso precipitada se corta en cubos de aproximadamente 2 × 2 cm y se deja en reposo durante cuatro o cinco horas hasta que los cubos hayan subido a la superficie del suero. Se descreman y se dejan escurrir en paños durante 24 horas, se sazonan con 1 a 2 % de sal, se mezcla bien y se mantienen refrigerados hasta su venta.
Hoy en día, la producción es principalmente de leche pasteurizada en las queserías de la región de origen. Para mejorar la vida útil y la calidad del producto, se suprimen las bacterias indeseables utilizando cultivos iniciadores de diversas cepas mesófilas de Lactococcus lactis. El sabor de los anevatos producidos con leche pasteurizada es menor que el del queso de leche cruda, mientras que la textura no se ve afectada. El anevato terminado se suele envasar bajo una atmósfera protectora en recipientes de plástico de 250 gramos y uno o cinco kilogramos. Se deja madurar durante al menos dos meses a una temperatura de 4 °C.